# Avenida Larco (álbum)
Avenida Larco é o primeiro álbum da banda Frágil. Foi lançado em 1981 pela gravadora peruana Delta Discos S.A. Em 1980, a canção Avenida Larco recebeu um videoclipe que se tornou o primeiro gravado no Peru. Atualmente o álbum é considerado um dos mais importantes da história do rock peruano.

## Faixas
1. Obertura 4:28
2. Avenida Larco 3:46
3. Mundo Raro 4:53
4. Pastas, pepas y otros postres 3:28
5. Esto es Iluminación 3:09
6. Floral 5:21
7. Hombres Solos (Caimán) 2:49
8. Oda al Tulipan 5:11
9. Lizy 2:56
10. Le dicen Rock 3:22

## Músicos
- Andrés Dulude: voz principal, coros, guitarra de doze cordas.
- Octavio Castillo: sintetizadores, lap steel, bandolim, flauta transversal, quena transversal, Hammond B3, ocarinas, percussão andina, coros.
- César Bustamante: baixo elétrico, guitarra de doze cordas, mellotron, piano elétrico, percussão andina, coros.
- Arturo Creamer: bateria, percussão, percussão andina, coros.
- Luis Valderrama: guitarra elétrica, violão clássico, guitarra acústica.